# Llengües hmong-mien
Les llengües hmong-mien (també conegudes com a miao-yao) és una família lingüística del sud de la Xina i d'Àsia Sud-oriental. Es parlen en les zones muntanyoses del sud de la Xina, incloent Guizhou, Hunan, Yunnan, Sichuan, Guangxi i les províncies de Hubei, on els seus parlants han estat relegats a ser «gent de la muntanya», mentre que els xinesos Han s'han assentat en les valls dels rius més fèrtils.
En els últims 300-400 anys, els Hmong i algunes persones Mien han emigrat a Tailàndia, Laos, Vietnam i Myanmar. Com a resultat de les guerres d'Indoxina, molts parlants del hmong van abandonar el sud-est d'Àsia per anar a Austràlia, als Estats Units, a la Guaiana Francesa, i altres països.

## Relacions
Les llengües hmong (miao) i les llengües mien (yao) són llengües clarament diferents, però estretament relacionades. Les majors diferències es deuen a l'evolució divergent de la fonologia. Les llengües hmong han mantingut el gran conjunt de consonants inicials que apareixen a la seva protollengua, però s'ha reduït en gran manera les diferències en la final de síl·laba, en particular, l'eliminació de tots els planatges medials i consonants finals. Les llengües mien, d'altra banda, s'han conservat en gran manera el final de síl·laba, però han reduït el nombre de consonants inicials.
Les primeres classificacions lingüístiques van situar les llengües hmong-mien dintre de la família de les llengües sinotibetanes, on romanen en moltes classificacions xineses, però el consens actual entre els lingüistes occidentals és que constitueixen una família pròpia. Es creu que la família va tenir el seu origen al centre-sud de la Xina però l'àrea actual és la regió compresa entre els rius Iang-Tsé i Mekong, però no hi ha raó per a creure que els parlants van emigrar allà des de més al nord amb l'expansió dels xinesos Han. L'aparició del proto-hmong-mien s'ha estimat al voltant del 2500 aC segons Sagart, Blench, i Sánchez-Mazas, i al voltant de 4243 aC pel Automated Similarity Judgment Program (ASJP)
Paul K. Benedict, un acadèmic estatunidenc, va estendre la teoria Àustrica que inclou les llengües hmong-mien. La hipòtesi mai va rebre molta acceptació pel hmong-mien, però Kosaka (2002) va argumentar específicament per a una de les seves famílies.

## Característiques
Com molts idiomes del sud de la Xina, les llengües hmong-mien tendeixen a ser monosil·làbiques i sintàcticament analítiques. És un dels idiomes més altament tonals del món; Longmo i Zongdi Hmong tenen fins a dotze tons diferents Són notables fonològicament per la presència de consonants sordes sonorants i de consonants uvulars; altrament la seva fonologia també és bastant típica de la regió.
En l'ordre de les paraules són SVO (subjecte-verb-objecte), però el seu paràmetre de posició del núcli no és tan rígid com les llengües tai-kadai o la majoria de les llengües mon-khmer, ja que tenen genitius i numerals abans del substantiu com el xinès. Són extremadament pobres en adposicions.
A més de la seva tonalitat i la falta d'adposicions, una altra característica notable és l'abundància de classificadors numerals (en altres idiomes s'usen articles o demostratius per a modificar els substantius).

## Els noms deHmongiMienen altres llengües
En Xina, els noms en mandarí per a aquestes llengües són miao i yao.
A Vietnam, els noms són mong i dao
Meo, hmu, mong i HmaO són noms locals per a hmong, però com la majoria dels refugiats laosians als Estats Units es diuen a si mateixos Hmong / Mong, aquest nom s'ha convertit en el més conegut en anglès que els altres en les últimes dècades. No obstant això, el nom de hmong no s'utilitza a la Xina, on viu la majoria dels seus parlants.
El nom xinès yao, per contra, és per a la nacionalitat Yao, que és una cultura en lloc d'un grup etno-lingüístic. Inclou els pobles de parla mien, tai-kadai, yi, i les llengües miao. Per aquesta raó, l'etnònim mien és preferible per ser menys ambigu.

## Sistemes d'escriptura
- Alfabet popular romanitzat (Hmong RPA)
- Escriptura Pollard
- Pahawh Hmong